# Ilyushin Il-20 (1948)
O Ilyushin Il-20 de 1948 foi uma aeronave protótipo soviética que visava estudar a concepção de um avião de ataque terrestre bem armado para substituir o Ilyushin Il-10. Este protótipo apresentava vários conceitos inovadores, como um cockpit instalado por cima do motor e metralhadoras nas asas que conseguiam rodar para baixo e disparar para alvos no solo, enquanto a aeronave continuava a voar na horizontal. Contudo, após vários testes, esta aeronave revelou ser mais lenta que o Il-10, e o seu motor M-47 nunca conseguiu atingir um estado operacional suficiente para entrar em produção. Cerca de seis meses após o seu primeiro voo, os testes foram cancelados e a aeronave nunca entrou em produção. Os pilotos de testes que a pilotaram deram-lhe a alcunha de Gorbach (em português:  Corcunda).

## Desenvolvimento
O Il-20 de 1948 surgiu a partir do plano de Sergey Ilyushin para ir de encontro com a necessidade do governo soviético em 1947 para que se concebesse uma aeronave de ataque terrestre superior ao Il-10, tendo esta nova aeronave ter que possuir um poder de fogo superior, carregar armamento pesado, ter um único motor, uma fuselagem toda em metal, ser monoplana e ser alimentada pelo novo motor em desenvolvimento, o M-47. O pormenor mais relevante da aeronave era o posicionamento do cockpit, que se situava por cima do motor, um conceito semelhante ao Blackburn Blackburn e ao Blackburn Cubaroo. Este conceito pretendia que o piloto, mais próximo das hélices, tivesse uma maior visibilidade; além disso, o cockpit tinha um segmento de vidro que descia até ao nível das asas, de ambos os lados do cockpit, permitindo ao piloto ter uma perspectiva ainda mais alargada do que se passava à sua volta.
À semelhança das outras aeronaves de ataque terrestre da Ilyushin, o piloto, o atirador, o motor, o combustível, lubrificantes e o sistema de refrigeração da aeronave eram protegidos por escudos blindados. A espessura destes escudos variava entre 6 e 15 milímetros, e pesavam no total 1840 quilogramas. A parte do cockpit onde se encontrava o piloto era composta por vidros à prova de bala de 100 milímetros e quebra-ventos de 65 mm.
A nível de armamento, uma grande variedade de canhões e metralhadoras foram propostos para esta aeronave. Uma proposta envolvia dois canhões de 23 mm montados nas asas e outros dois incorporados na fuselagem. A capacidade de transporte de bombas desta versão seria de apenas 400 kg, contudo a aeronave podia levar até um máximo de 700 kg, ou em vez disso quatro foguetes RS-132 podiam ser montados. Outra versão visava a incorporação de um canhão de 45 mm, dois canhões de 23 mm e seis foguetes. Vários estudos pretendiam colocar o atirador em posição dorsal numa cabine separada do cockpit, contudo isto levaria à necessidade de a fuselagem ter que sofrer um alongamento para que o centro de gravidade ficasse equilibrado e não pusesse a integridade da aeronave em perigo.
O canhão de 45 mm pretendido para a fuselagem, o qual seria instalado numa posição obliqua para poder disparar contra alvos no solo, revelou ser demasiado complicado para o piloto conseguir fazer mira, acabando por ser excluído dos planos da construção da aeronave; o peso livre deixado pela remoção do canhão permitiu que o número de munições dos canhões de 23 mm fosse aumentada. Uma inovação adicional no protótipo foi que estes canhões de 23 mm montados nas asas podiam rodar para baixo 23 graus, ângulo que lhes permitia atingir alvos no solo ao mesmo tempo que aeronave mantinha o seu nível de voo. O atirador também dispunha de um canhão de 23 mm, que estava montado num pequeno dispositivo e era controlado por controlo remoto. Por baixo da fuselagem, um compartimento transportava 10 granadas aéreas AG-2 que podiam ser lançadas na eventualidade de a aeronave ser atacada por baixo por um avião inimigo. O peso máximo de bombas que podiam ser transportadas foi elevado para 1190 kg e foram montados dois dispositivos em casa asa para transporte adicional de bombas, permitindo também a configuração de transporte de uma bomba de 500 kg em cada asa. Além das bombas, cada asa podia transportar ainda dois foguetes RS-132.

## Testes
O primeiro protótipo foi concluído no dia 27 de Novembro de 1948 e o seu primeiro voo realizou-se no dia 4 de Dezembro. A velocidade máxima que o Il-20 conseguiu alcançar foi de apenas 515 quilómetros por hora, a uma altitude de 2800 metros, sendo 36 km/h mais lento que o Il-10 à mesma altitude, consequência que possivelmente resultava pela pouca aerodinâmica que o posicionamento do cockpit permitia.O novo motor M-47 provou ser defeituoso, apresentando sérios problemas vibratórios. Outro problema foi o facto de que a Força Aérea Soviética não ficou satisfeita com o armamento da aeronave e não aprovou o nível de dificuldade de acesso ao motor em caso de necessidade de reparação, problema em grande parte provocado pelo posicionamento do cockpit por cima do mesmo. Outra preocupação também em torno do posicionamento do cockpit foi o nível de perigo no qual o piloto estava, dada a proximidade das hélices, que diminuía as chances de o mesmo sobreviver a uma aterragem forçada, evento no qual havia uma maior probabilidade de as hélices atingirem o cockpit.
Estes problemas, juntamente com o rápido desenvolvimento da tecnologia dos aviões a jacto, levaram ao cancelamento do programa no dia 14 de Maio de 1949.